# Гільда Гайн
Гільда Каті Гайн (англ. Hilda Heine; нар. 6 квітня 1951) — маршальський політик, восьмий президент держави Маршаллові Острови (2016—2020, з 2024).

## Життєпис
Вищу освіту отимувала у США. За професією педагог. У 1970 році вона отримала ступінь бакалавра в Орегонському університеті, у 1975-му — ступінь магістра в Гавайському університеті, а в 2004-му — ступінь доктора педагогіки Університету Південної Каліфорнії.
Працювала міністром освіти Маршаллових Островів. В результаті того, що попередньому президенту Маршаллових Островів Кастену Немрі було оголошено імпічмент, вона була обрана і стала 28 січня 2016 року президентом Маршаллових Островів, будучи єдиним кандидатом, що висувався на цю посаду. Вона стала першою жінкою-президентом держави в Океанії.